# Vicente Paniagua
Vicente Paniagua Logroño (Alcázar de San Juan, Ciudad Real, España, 17 de mayo de 1947) es un ex baloncestista español. Jugaba de alero y pasó la mayor parte de su carrera deportiva en el Real Madrid Club de Fútbol, donde jugó once temporadas entre 1966 y 1977.
Expresidente de la Federación de baloncesto de Castilla-La Mancha con sede en Alcázar de San Juan, y exempleado de Caja Castilla-La Mancha.
Es comentarista de los partidos del Real Madrid en Real Madrid Televisión, junto con Siro López y Lorenzo Sanz Durán.

## Selección nacional
Fue internacional con la Selección de baloncesto de España en 20 ocasiones.

## Palmarés
- Ligas Españolas (10):  1968, 1969, 1970, 1971, 1972, 1973, 1974, 1975, 1976 y 1977.
- Copa del Generalísimo (7): 1970, 1971, 1972, 1973, 1974, 1975, 1977.
- Copa de Europa: (3) 1968, 1974, 1978.
- Campeonato Mundial de Clubes de Baloncesto (1): 1972